# Riedenheim
Riedenheim è un comune tedesco di 765 abitanti, situato nel land della Baviera.